# سيوان (ورزقان)
سيوان هي قرية في مقاطعة ورزقان، إيران. يقدر عدد سكانها بـ 54 نسمة بحسب إحصاء 2016.